# Stéphane Ziani
Stéphane Ziani (* 9. Dezember 1971 in Nantes) ist ein französischer Fußballtrainer und ehemaliger -spieler.

## Spielerkarriere
Der Mittelfeldspieler kam aus der Jugend des FC Nantes und gehörte ab 1991 zu der ersten Mannschaft. 1993 erreichte er mit Nantes das Finale des Französischen Pokals. Nachdem er im April 1994 bei einer Dopingkontrolle positiv auf Salbutamol getestet worden war, wurde er für einen Monat gesperrt. In der Saison 1994/95 spielte er für den SC Bastia, mit dem er das Endspiel des Ligapokals erreichte. Danach war Ziani je ein Jahr bei Stade Rennes und Girondins Bordeaux, mit dem er erneut in das Finale des Ligapokals einzog. Dann ging er zum RC Lens. Mit dem Klub wurde er 1998 Französischer Meister und Finalist des Französischen Pokals. Anschließend wechselte er zu Deportivo La Coruña in die spanische Primera División. Nach einer Saison kehrte er wieder zurück nach Frankreich zu Girondins Bordeaux. Von 2000 bis 2004 stand er wieder bei seinem alten Heimatverein FC Nantes unter Vertrag, mit dem er 2001 Französischer Meister und Gewinner des Supercups werden konnte. Am Ende seiner Karriere spielte er ab 2004 je ein halbes Jahr für Servette Genf (Schweiz), SC Bastia und AC Ajaccio.

## Trainerkarriere
In der 2008/09 versuchte sich Ziani wenige Monate als Chef-Trainer des damaligen Drittligisten FC Libourne, wurde jedoch im Dezember 2008 wegen Erfolglosigkeit entlassen. 2009/10 arbeitete er in derselben Position beim unterklassigen USSA Vertou, bevor er 2010 als Jugendtrainer zum FC Nantes zurückkehrte. Im Sommer 2011 war er kurz Sportdirektor, bevor er nach internen Querelen von diesem Posten zurücktrat. Von 2014 bis 2016 war er in den Vereinigten Arabischen Emiraten tätig, bevor er seit 2016 wieder in Frankreich als Jugendtrainer, zunächst in Vertou und seit 2017 wieder in Nantes, tätig ist.